# Keitaro Koga
Keitaro Koga (古賀 鯨太朗 Koga Keitaro?, nacido el 27 de abril de 1991 en Kanagawa) es un exfutbolista japonés. Jugaba de defensa y su único club fue el FC Ryukyu de Japón.

## Trayectoria

### Clubes
| Club      | País  | Año  |
| --------- | ----- | ---- |
| FC Ryukyu | Japón | 2014 |

## Estadística de carrera

### J. League
| Club      | Año   | J. League | J. League | Copa J. League | Copa J. League | Total | Total |
| Club      | Año   | Part.     | Goles     | Part.          | Goles          | Part. | Goles |
| --------- | ----- | --------- | --------- | -------------- | -------------- | ----- | ----- |
| FC Ryukyu | 2014  | 7         | 1         | -              | -              | 7     | 1     |
| Total     | Total | 7         | 1         | 0              | 0              | 7     | 1     |